# 特羅伊 (亞利桑那州)
特羅伊（英語：Troy）是位於美國亞利桑那州皮納爾縣的一個非建制地區。該地的面積和人口皆未知。

## 地理
特羅伊的座標為33°08′37″N 110°53′57″W / 33.14361°N 110.89917°W，而該地的平均海拔高度為1109米（即3638英尺）。